# Euparatettix annulicornis
Euparatettix annulicornis är en insektsart som beskrevs av Deng, W.-a. och Z. Zheng 2006. Euparatettix annulicornis ingår i släktet Euparatettix och familjen torngräshoppor. Inga underarter finns listade i Catalogue of Life.